# Heraldički ljiljan
Heraldički ljiljan (fr. Fleur-de-Lis) je heraldički simbol koji se svrstava među prirodne likove. Često se drži i marijanskim znakom, a u Francuskoj je od srednjega vijeka simbol kraljevske časti. Izvorno Fleur-de-Lis predstavlja helebardin šiljak, ili vršak vojničkoga oružja.

## Podrijetlo kraljevskoga ljiljana
Prva potvrđena uporaba nalazi se na pečatu princa Luja, budućega Luja VIII., 1211. godine. Riječ je o jedinstvenom polju s uzorkom stiliziranog ljiljana. Upotrebljava se zlatan ljiljan na plavom štitu. Takav je grb ostao u uporabi do 1376. godine, kad je kralj Karlo V. smanjio broj ljiljana na tri, što je simboliziralo Presveto Trojstvo.

## Ljiljan u grbu Anžuvinaca
Luj VIII. pripadao je francuskoj kraljevskoj dinastiji Capet, a njegov sin Karlo I. Anžuvinac osnovao je dinastiju Anžuvinaca, čiji su članovi nosili naslov kraljeva Sicilije, Napulja, Ugarske i Hrvatske, Poljske, Albanije, careva Carigrada, despota Epira, knezova Ahaje, te grofova od Anjoua i od Provanse.
Karlo I. Anžuvinac postao je najprije 1246. grof pokrajine Anjou u zapadnoj Francuskoj, odredbom njegova starijeg brata, kralja Luj IX., kralj Francuske. Potom mu je papa dodijelio krunu Kraljevstva Napulja i Sicilije, nakon što su tim područjem vladali Hohenštaufovci. Karlo je 1282. izbačen iz Sicilije, no njegovi su nasljednici do 1435. vladali Napuljem. Unuk Karla I. Anžuvinca, Karlo Martel nosio je naslov hrvatsko-ugarskoga kralja, jer mu je majka bila Marija Ugarska, kći Stjepana V. i sestra Ladislava IV. Kumanca. Tek je Martelov sin Karlo I. Robert doista 1301. zavladao Hrvatsko-Ugarskim Kraljevstvom.
S ovom je vladarskom kućom heraldički simbol ljiljana došao i na područje Hrvatsko-Ugarskog Kraljevstva, tako što je pridružen prethodnom grbu Arpadovića.

## Ljiljan u grbovima plemićkih obitelji i gradova na području Hrvatske i Bosne
Obitelj Hrvatinić, koja potječe iz okolice Jajca bila je u rodu s hrvatskim banovima Pavlom i Mladenom Šubićem. Hrvoje Vukčić Hrvatinić bio je veliki vojvoda Bosne, vojvoda Splita, te ban Dalmacije i Hrvatske. Grb obitelji Hrvatinić sastojao se od crvenoga polja na kojemu je koso udesno bila zlatna greda s tri srebrna ljiljana, a njoj sa svake strane po jedan srebrni križ. Iznad grba bila je kaciga sa zlatnom krunom nad kojom oklopljena ruka drži zaltni mač. Desno su bila dva lebdeća crvena križa, a lijevo tri lebdeća zlatna ljiljana.
Obitelj Kotromanić poznata je od sredine 13., pa sve do sredine 15. stoljeća, a njezini su članovi isprva bili bosanski banovi, ponekad i kao vazali bribirskih knezova, a potom, uz prekide, i samostalni vladari Bosne. Ova je obitelj bila i rodbinskim vezama u bliskom odnosu s Anžuvincima, jer se kći Stjepana II. Kotromanića, Elizabeta, udala za hrvatsko-ugarskog kralja Ludovika I. Anžuvinca.  također je u svome grbu imala heraldički simbol ljiljana koji potječe iz grba Anžuvinaca. Kroz cijelu svoju vladavinu Kotromanići su bili u jačem ili slabijem vazalskom odnosu prema hrvatsko-ugarskim kraljevima. Grb obitelji Kotromanić, napose Tvrtka I. Kotromanića, sastojao se od plavoga polja na kojem je koso udesno postavljena srebrna greda s po tri zlatna ljiljana sa svake strane grede. Iznad grba bila je kaciga s krunom i perjanicom. Kruna je obično sastavljena od stiliziranih ljiljana.
U 18. stoljeću zadarske obitelji Borelli i Petricioli u svojim grbovima imaju zlatne heraldičke ljiljane u plavom.
Grad Koprivnica u svome grbu ima dva dvostruka zlatna ljiljana. Ovaj je grad dobio status slobodnog kraljevskog grada 4. studenog 1356., a tu je povlasticu gradu dodijelio hrvatsko-ugarski kralj Ludovik I. Anžuvinac. Usto, i kruna koja se nalazi u grbu jest anžuvinska kruna. Jedan dvostruki zlatni ljiljan u svoj grb od grada Koprivnice preuzima i Koprivničko-križevačka županija.

## Suvremena heraldička uporaba ljiljana u Bosni i Hercegovini
1992. godine grb sa zlatnim ljiljanima, načinjen prema grbu Kotromanića u Skupštini Republike Bosne i Hercegovine nalazi svoju ponovnu upotrebu s proglašenjem neovisne Republike Bosne i Hercegovine. Zastava Republike Bosne i Hercegovine sastojala se od stiliziranoga povijesnog grba na bijeloj podlozi. Zastava je poslije postala i zastavom Armije Republike Bosne i Hercegovine, a ljiljani su bili prisutni i na grbovima postrojbi Hrvatskog vijeća obrane u Bosanskoj Posavini i Središnjoj Bosni.
S obzirom na 1.606. poginulih Hrvata, od toga broja 518 vojnika HVO-a i 1.088 civila te 150.000 prognanih Hrvata od strane Armije Republike Bosne i Hercegovine za vrijeme bošnjačko-hrvatskog sukoba, koja je za simbole imala upravo ljiljane, nastala je odbojnost hrvatskog naroda prema ljiljanima u sjevernoj i središnjoj Bosni te u sjevernoj i središnjoj Hercegovini.
Dana 4. veljače 1998. godine zastava Republike Bosne i Hercegovine je zamijenjena novom državnom zastavom Bosne i Hercegovine, dok Bošnjaci i dalje koriste ovu zastavu u odgovarajućim kulturnim prilikama, a na grbu Federacije Bosne i Hercegovine i grbovima nekih županija i općina, ljiljan se koristi kao simbol Bošnjaka, koji ga povezuju s bosanskim ljiljanom.

## Vanjske poveznice
- Heraldica.org